# Liri Lushi
Liri Lushi (ur. 22 lutego 1954 w Tiranie) – albańska aktorka, piosenkarka i reżyserka.

## Życiorys
W 1976 ukończyła studia na wydziale aktorskim Instytutu Sztuk w Tiranie. Po studiach rozpoczęła pracę w Teatrze im. Aleksandra Moisiu w Durrësie, z tą sceną była związana do początku lat 90. XX w.. Zadebiutowała rolą Hery w spektaklu Prometheu i lidhur.
Na dużym ekranie zadebiutowała w roku 1976. Zagrała w piętnastu filmach fabularnych, w czterech były to role główne.
Jako piosenkarka występowała na IX Festiwalu Piosenki Albańskiej.
W 2000 r. wyemigrowała wraz z rodziną do Zurychu. Powróciła do kraju w 2004, obejmując kierownictwo artystyczne Studia Teatralno-Filmowego im. Aleksandra Moisiu.

## Filmografia
- 1976: Thirrja jako sekretarka Mara
- 1976: Zonja nga qyteti jako Shpresa
- 1978: Gërsheti i luftrave jako Shote Galica
- 1978: Gjyshi partizan jako Ermira, matka Blediego
- 1978: Yje mbi Drin jako Blerta
- 1979: Dorina jako Dorina
- 1979: Mysafiri jako Arta, żona Fationa
- 1982: Rruga e lirise jako Dila
- 1989: Kush eshte vrasesi? jako Elisabeta
- 1992: Këtu bën ftohtë jako matka
- 1999: Vals i ngrire ne Prishtinë jako dziennikarka Eva
- 2000: Brezi jako siostra
- 2002: Dilema
- 2004: Strähl jako matka Beko
- 2008: Ditë e natë jako Danijela Vrdoljak